# 再臨待望運動

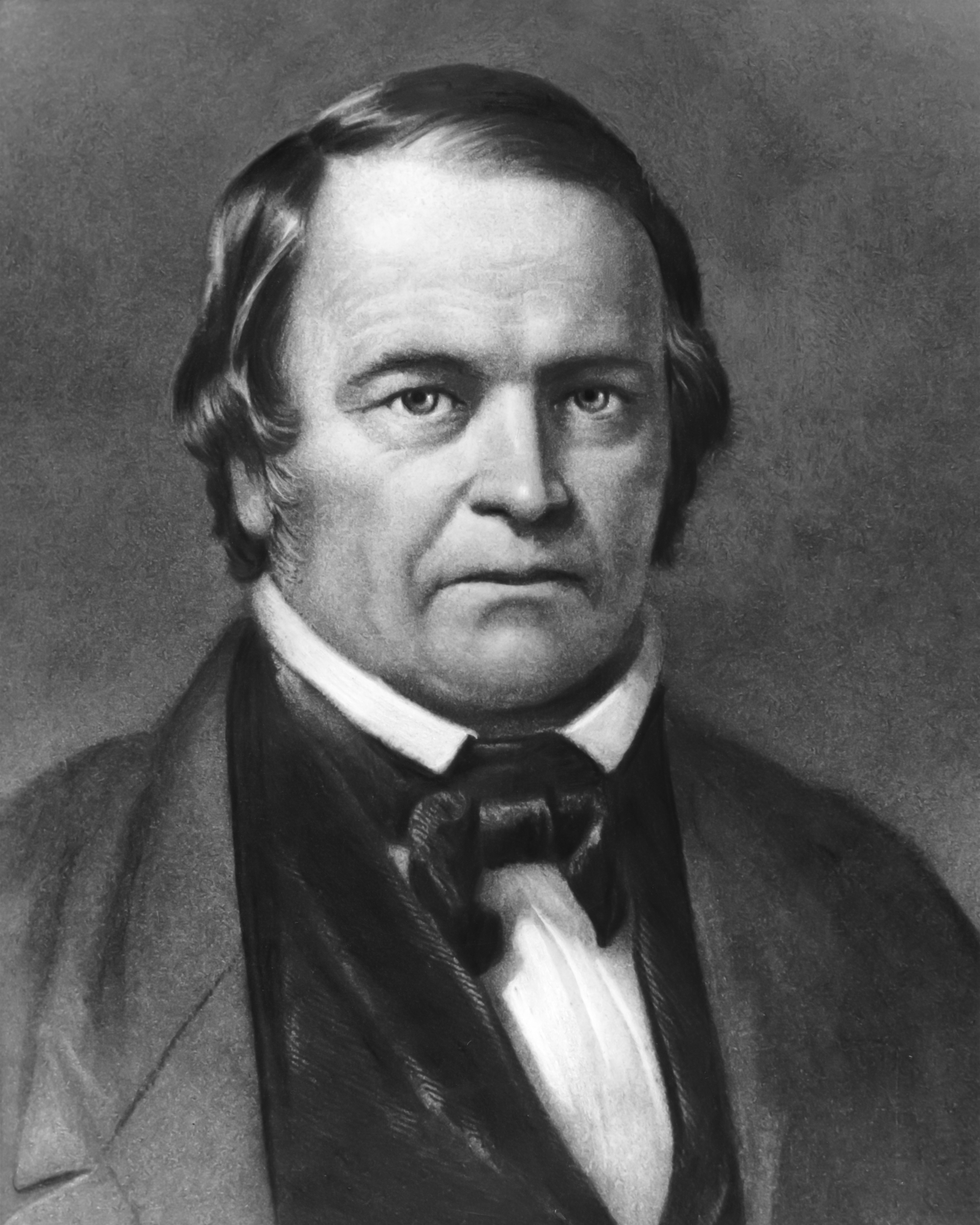
ウィリアム・ミラー

再臨待望運動（さいりんたいぼううんどう、英: Adventism）とは、イエス・キリストの再臨（アドベント）を待望した運動であり、19世紀の前半にアメリカ合衆国で起こった第2次再臨待望運動を背景として、セブンスデー・アドベンチスト教会が起こった。彼らはアドヴェンティスト（Adventist）と呼ばれ、ウィリアム・ミラー (説教者)（1782年 - 1849年）の影響下にある。
ウィリアム・ミラーはキリスト再臨を1843年3月21日から翌1844年3月21日の間と具体的に特定し、再臨待望集会は北米の100以上の場所で開かれ、熱狂的な雰囲気であった。ミラー派に加わった牧師・教会員たちは自分たちの教会から異端として追放され、のちにセブンスデー・アドベンチスト教会の指導者の一人となるエレン・G・ホワイトも所属していたメソジスト教会から異端として教籍を剥奪される結果を招いた。しかし1844年になっても再臨は起こらなかったため、キリスト再臨を待ち望んでいた人々の失望は大きく、グループからの離脱者も少なくなかった。その後成立したセブンスデー・アドベンチスト教会は「再臨ではなくキリストが天の聖所において新しい奉仕を始められたことを意味する」とし、日時は正しく場所が違っただけであり「預言は成就した」と説明した。